# Tage, die es nicht gab
Tage, die es nicht gab ist eine österreichische Fernsehserie mit Franziska Weisz, Diana Amft, Jasmin Gerat und Franziska Hackl. Regie führten Anna-Katharina Maier und Mirjam Unger, das Drehbuch schrieb Mischa Zickler. 

## Handlung

### Folge 1 und 2
Miriam, Doris, Inès und Christiane sind seit ihrer gemeinsamen Schulzeit an der Eliteschule Sophianum miteinander befreundet.
Miriam Hintz ist Staatsanwältin und Mutter dreier Kinder. Sie hat eine Affäre und möchte sich von ihrem Mann, dem Gerichtspräsidenten Joachim Hintz, trennen. Speditionsleiterin Doris Hauke, die mit Sebastian die Tochter Sarah hat, wird von ihrer Mutter Berta Hauke beherrscht. Inès Lemarchal ist nach einigen Jahren in Paris wieder in den Nobelort Zollberg zurückgekehrt und hofft, dass sich ihr Sohn Olivier, der ein Drogenproblem hat, dort wohlfühlt. Christiane Boj ist Schriftstellerin und hat mit ihrem Mann Filip den Verlust ihres Sohnes Balthasar zu verarbeiten.
Direktor des Sophianums war Paul Paulitz. Er quälte seine Schüler und war dabei überzeugt, das Richtige zu tun. Versager waren ihm ein Dorn im Auge, für sie war kein Platz in seiner Eliteschule: „Hier am Sophianum bilden wir keine Opfer aus!“ Dabei trieb er manches Kind in die Verzweiflung und sogar in den Suizid – so wie den kleinen Balthasar Fischer, der sich nach einer Demütigung durch Paulitz kurz vor einem weiteren Termin mit dem Schuldirektor aus dem Fenster stürzte. Zwei Tage darauf war Paulitz selbst tot; nach offizieller Darstellung hatte er sich von einer Staumauer in den Tod gestürzt.
Drei Jahre später wird dieser Fall wieder aufgerollt, da Paulitz’ Schwester Innenministerin ist. Majorin Elfriede Grünberger und ihr Kollege Lukas Leodolter tauchen in Zollberg auf, um zu untersuchen, was damals wirklich geschah und wie und warum Paulitz tatsächlich ums Leben kam. Miriam war vor drei Jahren die zuständige Staatsanwältin, die noch vor Eintreffen der Kriminalpolizei am Tatort die Obduktion der Leiche von Paulitz angeordnet hatte. An der Spedition Hauke war auch Paulitz über eine Treuhandkonstruktion beteiligt.
Auch die vier Freundinnen hatten an der Eliteschule gelitten und sich damals geschworen, ihre Kinder nie in diese Schule zu schicken. Und dennoch fahren sie jetzt ihren Nachwuchs mit ihren teuren SUVs dorthin.

### Folge 3 und 4
Paulitz’ Witwe sagt den Ermittlern Grünberger und Leodolter, dass dieser in einem Testament vor 20 Jahren eine Million österreichische Schilling an eine Gerlinde Bauer vererbte, die nach der Testamentseröffnung allerdings nicht ausfindig gemacht werden konnte. Doris Hauke findet heraus, dass ihre Mutter Paulitz vor rund dreißig Jahren Anteile an der Firma übertragen hatte. Außerdem erfährt Doris von Miriam, dass es sich bei Gerlinde Bauer um Miriams Mutter handelt.
Christiane Boj, ehemals Fischer, löscht ihr fast vollendetes Buch im Computer und vernichtet damit die Arbeit von drei Jahren. Nachdem Berta in der Spedition weiterhin die Fäden zieht und sich weigert, ihre Anteile an Doris zu überschreiben, kündigt Doris ihr spontan. Der Streit zwischen Miriam und Joachim um das Sorgerecht für die Kinder endet vor Gericht. Joachim findet heraus, dass sie ihn mit dem Studenten Maximilian Kögler betrogen hat. Es gelingt ihm, Miriam als psychisch labil und unzuverlässig darzustellen; die Kinder entscheiden sich dafür, bei ihrem Vater zu wohnen.
Laut dem Nachfolger von Direktor Paulitz war Balthasars Suizid nicht der einzige an der Schule; es gab einige. Darunter befand sich auch eine Martha Bauer, die sich 1997 das Leben nahm. Die Ermittler vermuten eine Verwandtschaft mit Gerlinde Bauer. Leodolter findet heraus, dass Martha Bauer Miriams Schwester sowie Gerlindes Tochter war.

### Folge 5 und 6
Christiane beginnt wieder zu schreiben, nachdem ihr Mann eine Kopie ihres Romanentwurfs gerettet hat. Ihr Nachbar Olivier, Inès’ Sohn, sucht die Nähe zu Christiane.
Die Ermittlungen von Grünberger und Leodolter drohen eingestellt zu werden, nachdem sie bislang keine wesentlichen neuen Erkenntnisse geliefert haben. Martha Bauer hatte sich 1997 nach einer Auseinandersetzung mit Paulitz den Paulsdamm hinuntergestürzt, an derselben Stelle, an der er selbst einige Jahre später ums Leben kam. Der letzte Eintrag in dessen Kalender war „S.“ Den Ermittlern ist  unklar, wofür der Buchstabe steht. Sie vermuten, dass sich Paulitz mit einer Person namens „S.“ am Paulsdamm treffen wollte. Laut der Innenministerin kam der Auftrag, die Untersuchungen nochmals aufzunehmen, nicht von ihr.
Grünberger findet bei Olivier Drogen, die sie beschlagnahmt. Für eine Rückgabe erwartet sie von ihm, herauszufinden, welche der vier Freundinnen zum Zeitpunkt des Todes von Paulitz wo bzw. mit wem zusammen war. Miriam vermisst ihre Kinder und holt sie heimlich von deren Vater Joachim zu sich. Doris überzeugt Miriam allerdings, die Kinder wieder zurückzubringen. Außerdem konfrontiert sie Miriam mit der Erkenntnis, dass sie laut den Telemetriedaten ihres Fahrzeugs an Paulitz’ Todestag zweimal am Paulsdamm war. Die Ermittler finden heraus, dass Miriam ein zweites Mobiltelefon hat, und können nunmehr beweisen, dass Miriam zur Tatzeit am Tatort war. Miriam bestreitet allerdings, etwas mit dem Tod von Paulitz zu tun zu haben.

### Folge 7 und 8
Laut Berta Hauke hatte Paulitz deshalb Anteile an deren Firma, weil Doris sonst das Sophianum nicht bestanden hätte. Doris’ damalige Lehrerin bestreitet allerdings Bertas Aussage; sie will die Noten stets nach den erbrachten Leistungen vergeben haben. Aufgrund des andauernden Konflikts mit ihrer Mutter sucht sich Doris ein neues Betätigungsfeld und überhäuft ihren Mann, den Fernsehkoch Sebastian, zu dessen Leidwesen mit neuen Ideen. Er fordert sie genervt auf, den Konflikt mit ihrer Mutter zu klären.
Nachdem sich Olivier Lemarchal mit dem Direktor des Sophianums einen Machtkampf geliefert hat, wird er vom Schulbesuch suspendiert. Der Direktor sieht die Aussage von Olivier „Und ihr wundert euch, wenn man euch den Paulsdamm hinunterwirft“ als Geständnis für dessen Mord an Paulitz und meldet dies den Ermittlern Grünberger und Leodolter. Miriam ist mittlerweile zu Joachim zurückgekehrt, da sie aufgrund der Ermittlungen im Fall Paulitz nicht die Kraft für mehrere offene Baustellen aufbringt. Sie zeichnet allerdings per Funkkamera eine Szene auf, in der Joachim den Kindern mit Selbstmord droht, wenn sie zur Mutter zurückkehren. Joachim setzt die Kinder unter Druck: Die Kinder seien schuld, wenn ihre kranke Mutter sterbe. Miriam droht Joachim, damit zur Polizei zu gehen; im Streit fährt sie ihm mit dem Auto über den Fuß. Joachim willigt in die Scheidung ein und verzichtet auf das Sorgerecht für die Kinder; im Gegenzug dafür verlangt er von Miriam, das Video zu löschen, um seinen Ruf nicht zu zerstören. Miriam geht darauf ein.
Christiane veröffentlicht ihren Roman, an dem sie drei Jahre gearbeitet hat. Inès und Etienne setzen ihren Sohn zum 18. Geburtstag vor die Tür. Olivier findet daraufhin bei Sarah, Doris’ Tochter, Unterschlupf. Christiane und Sebastian machen den Eltern von Olivier deswegen Vorwürfe. Miriam wird wegen ihres Sohnes Moritz in die Schule gerufen; laut Schulärztin hatte er wegen einer schlechten Note eine Panikattacke.
Berta wird nach einem Treppensturz ins Krankenhaus eingeliefert. Nachdem sie glaubt, sterben zu müssen, sagt sie Doris gegenüber aus, Paulitz vom Paulsdamm ins Paulstal hinuntergestoßen zu haben, und möchte Doris die Firma überschreiben. Majorin Grünberger glaubt Berta allerdings nicht, Paulitz ermordet zu haben. Stattdessen unterstellt sie der Innenministerin bei einem Treffen, die Mörderin ihres Bruders zu sein. In den Telefonverbindungen schien ein Kontakt des Büros der Innenministerin kurz vor der Tat auf; dieser Eintrag wurde allerdings aus den Akten der Staatsanwaltschaft entfernt. Aus früheren Jahrbüchern geht hervor, dass sich die Innenministerin früher Sissy Paulitz genannt hat; das „S.“ in Pauls Kalender könnte somit für Sissy gestanden haben. Martha Bauer war Sissy Paulitz’ Nachhilfeschülerin, und diese konnte Marthas Suizid wegen Paul nicht verhindern. Grünberger glaubt, mit der DNA-Probe vom Tatort die Innenministerin endgültig überführen zu können.
Olivier sucht in Salzburg eine Klinik für Drogenentzug auf. Das Geld für die Behandlung organisiert Sarah von ihrer Großmutter Berta, die sich selbst aus dem Krankenhaus entlässt. Christiane und ihr Mann Filip beschließen, ihr Haus zu verkaufen und aus Zollberg wegzuziehen. Miriam gibt gegenüber Majorin Grünberger schließlich an, sich an die Tage des Todes von Marta, Balthasar und Paul Paulitz nicht erinnern zu können – als seien es „Tage, die es nicht gab“.

## Veröffentlichung
Die Erstausstrahlung der ersten Staffel erfolgte im ORF vom 10. bis zum 31. Oktober 2022 wöchentlich in Doppelfolgen, auf Flimmit wurde die Serie am 3. Oktober 2022 veröffentlicht.
Die ARD zeigte die erste Staffel ab dem 14. Februar 2023 im Ersten und veröffentlichte sie am 12. Februar 2023 in der ARD Mediathek.
Von Mai bis September 2024 wurde eine zweite Staffel gedreht.

## Produktion und Hintergrund
Die Dreharbeiten zur ersten Staffel fanden vom 15. Juni bis zum 3. September 2021 in Wien und Umgebung (unter anderem am Stausee Dobra) statt.
Produziert wurde die Serie von der österreichischen MR Film (Produzenten Oliver Auspitz und Andreas Kamm), beteiligt waren der ORF, der MDR und die ARD (Degeto Film).
Die Kamera führten Josef Anton Mittendorfer und Sebastian Thaler, den Schnitt verantworteten Manuel Reidinger und Benedikt Rubey.
Das Budget für die erste Staffel betrug rund sechs Millionen Euro.
Im September 2023 vereinbarte der ORF Koproduktionen mit ARD und SRF in Höhe von 140 Millionen Euro, finanziert wurde unter anderem eine zweite Staffel von Tage, die es nicht gab. Die Dreharbeiten zur zweiten Staffel fand von Mai bis September 2024 statt. Diese wurde von MR Film in Zusammenarbeit mit ORF und ARD Degeto, MDR, SWR, WDR, NDR, BR und RB prodziert und mit Unterstützung von FISA+ und Film in Austria (ABA) hergestellt.

## Rezeption

### Kritiken
Astrid Ebenführer meinte auf DerStandard.at, dass dem ORF mit dem Big Little Lies auf Österreichisch ein recht großer Serienwurf gelungen sei. Die Serie sei ebenso Krimi wie interessantes Psychogramm spannender Frauenfiguren.
Auch Isabella Wallnöfer lobte die Serie in der Tageszeitung Die Presse als gelungen. Manches erinnere an Friedrich Torbergs Der Schüler Gerber, gemobbt würde heute anders. Dennoch sei die Serie alles andere als antiquiert. Geschickt spiele die Serie mit Rückblenden und Erzählsträngen und halte damit die Aufmerksamkeit des Zuschauers bis zum Schluss.
Martina Kalweit vergab auf tittelbach.tv 5,5 von 6 Sternen und bezeichnete die Produktion als „sehenswerte Studie mit Krimi-Touch und ohne übertriebene Sentimentalitäten“. Elegant verwoben und visuell einfallsreich erzählt, hielten sich Drama und subtile Komik die Waage. Sissy Höfferer steche aus der durchweg interessanten Besetzung heraus.
Lilian Köhler lobte das Ensemble in der Süddeutschen Zeitung, allen voran Sissy Höfferer und Harald Krassnitzer. Die Serie sei ein „fein erzähltes Drama mit optimal dosierter Spannung, skurriler Komik und klug verflochtener Beziehungsgeflechte“ [sic] mit österreichischem Witz und Charme.
Oliver Armknecht bewertete die Serie auf film-rezensionen.de mit sieben von zehn Punkten; sie sei eine unterhaltsame Mischung aus Familiendrama und Krimi. Die Auflösung des Falls sei ernüchternd, viele Nuancen sollte man nicht erwarten. Ansonsten mache es aber Spaß, hier bis zum Schluss dranzubleiben.

### Einschaltquote
Die ersten beiden Folgen wurden bei ORF-Erstausstrahlung im Oktober 2022 von durchschnittlich 519.000 bzw. 549.000 Zusehern verfolgt, der Marktanteil lag bei 18 bzw. 19 Prozent.
Durchschnittlich erreichten die acht Episoden im ORF 502.000 Zuseher bei einem Marktanteil von 18 Prozent. Eine Nachnutzung sieben Tage nach Erstausstrahlung in der TVthek erfolgte durch 111.000 (Folge 1) und je rund 90.000 Seher für die Folgen 2 und 3.
Bei Erstausstrahlung im Ersten im Februar 2023 erreichten die ersten beiden Folgen 3,72 und 3,37 Millionen Menschen, die Marktanteile betrugen 14,1 und 13,4 Prozent. In der ARD-Mediathek kam die Serie in den ersten drei Wochen ab dem Start auf mehr als neun Millionen Abrufe. Die letzten beiden Folgen erreichten 2,42 und 2,41 Millionen Zuseher bei einem Marktanteil von jeweils 8,8 Prozent. Insgesamt wurden die acht Folgen 2023 in der ARD Mediathek 13,2 Millionen Mal abgerufen, damit zählte diese hinter Babylon Berlin zu den Serien mit den meisten Abrufen.

## Auszeichnungen und Nominierungen
Romyverleihung 2023
- Nominierung in der Kategorie Entdeckung männlich (Etienne Halsdorf)[22]
- Nominierung in der Kategorie Beliebteste Schauspielerin Serie/Reihe (Franziska Weisz)[23]
- Auszeichnung in der Kategorie Beste Regie TV/Stream (Anna-Katharina Maier und Mirjam Unger)[24]

55. Fernsehpreis der Österreichischen Erwachsenenbildung
- Nominierung in der Kategorie Fernsehfilm, inklusive Serien, Fiction, Doku-Fiction, Edutainment – Mischa Zickler (Drehbuch), Anna-Katharina Maier und Mirjam Unger (Regie)[25]